# Jean VI de Nassau-Dillenbourg
Jean VI de Nassau-Dillenbourg ou Jean Ier de Nassau-Dillenbourg (en allemand Johann VI von Nassau-Dillenburg), né le 22 novembre 1536 à Dillenburg et mort le 8 octobre 1606 dans la même ville, est comte de Nassau-Dillenburg, comte de Nassau-Dietz, comte de Nassau-Hadamar, comte de Nassau-Siegen, stathouder de Frise de 1559 à 1606, stathouder de Gueldre et de Zutphen de 1578 à 1581.

## Famille
Fils de Guillaume de Nassau-Dillenbourg et de Julienne de Stolberg, il est le frère cadet de Guillaume Ier d'Orange-Nassau, stathouder de Hollande qui mene la rébellion contre la politique madrilène aux Pays-Bas espagnols. De ses trois mariages, il a 21 enfants.

## Biographie
Jean VI de Nassau-Dillenbourg fait ses études à Strasbourg. En 1559, il succède à son père, le comte Guillaume de Nassau-Dillenbourg. Il s'efforce d'organiser dans son État une bonne administration. En 1572, de luthérien, le comté devient calviniste. En 1584, Jean fonde l'école d'Herborn, un établissement d'enseignement supérieur du calvinisme. Jean VI de Nassau-Dillibourg recherche l'obtention d'une union politique des États de confession calviniste.
Il soutient son frère Guillaume Ier d'Orange-Nassau dans sa lutte aux Pays-Bas.
En sa qualité de stathouder de Gueldre, de Zutphen et de Frise, en 1579, Jean VI de Nassau-Dillenbourg fonde l'union d'Utrecht.
Trois de ses fils et quatre de ses frères sont tués lors de la révolte des Gueux.
Jean VI de Nassau-Dillenbourg appartient à la lignée de Nassau-Dillenbourg, cette seconde branche est issue de la première branche de la Maison de Nassau. La lignée de Nassau-Dillenbourg appartient à la tige Ottonienne qui donne des stathouders aux Provinces-Unies, à la Flandre, à la Hollande, mais également un roi d'Angleterre et d'Écosse en la personne de Guillaume III d'Orange-Nassau, ainsi que des rois aux Pays-Bas.
Jean VI de Nassau-Dillenbourg est l'ancêtre de la famille régnante actuelle.

## Mariages et enfants
En 1559, Jean VI de Nassau-Dillenbourg épouse Élisabeth de Leuchtenberg (1538-1579), fille du landgrave Georges III de Leuchtenberg. Douze enfants naissent de cette union :
- Guillaume-Louis de Nassau-Dillenbourg (1560-1620), comte de Nassau-Dillenbourg de 1607 à 1620 ; en 1587, il épouse Anne d'Orange-Nassau (1562-1588), fille de Guillaume Ier d'Orange-Nassau ;
- Jean VII de Nassau-Siegen (1561-1623), comte de Nassau-Siegen ;
- Georges V de Nassau-Dillenbourg, fondateur de la cinquième branche de la Maison de Nassau ;
- Élisabeth de Nassau-Dillenbourg (1564-1611) ; en 1583, elle épouse le comte Philippe IV de Nassau-Weilbourg (†1602). Veuve, elle épouse en 1603 le comte Guillaume Ernest Ier zu Isemburg (1560-1633) ;
- Julienne de Nassau-Dillenbourg (1565-1630) ; en 1588, elle épouse le comte Adolphe-Henri de Salm-Dhaun (1557-1606). Veuve, elle épouse en 1619 le comte Jean de Solms (1563-1623) ;
- Philippe de Nassau-Dillenbourg (1566-tué en 1595) ;
- Marie de Nassau-Dillenbourg (1568-1625) ; en 1588, elle épouse le comte Jean-Louis Ier de Nassau (1567-1597) ;
- Anne de Nassau-Dillenbourg (1569-1576) ;
- Mathilde de Nassau-Dillenbourg (1570-1625) ; en 1592, elle épouse le comte Guillaume von Mansfeld (1555-1615) ;
- Albert de Nassau-Dillenbourg (1572-1572) ;
- Ernest-Casimir de Nassau-Dietz, fondateur de la sixième branche de la Maison de Nassau ;
- Louis Günther de Nassau (1575-tué en 1604) ; en 1601, il épouse Marguerite de Manderscheid (1575-1606).

Veuf, Jean VI de Nassau-Dillenbourg épouse en 1580 Cunégonde-Jacobée du Palatinat (1556-1586), fille de l'électeur palatin du Rhin Frédéric III le Pieux. Deux enfants naissent de cette union :
- Marie-Amélie de Nassau-Dillenbourg (1582-1635) ; en 1600, elle épouse le comte Guillaume de Solms (†1635) ;
- Cunégonde de Nassau-Dillenbourg (1583-1584).

De nouveau veuf, Jean VI de Nassau-Dillenbourg épouse en 1586 Jeannette de Sayn-Wittgenstein (1561-1622), fille du comte Louis de Sayn-Wittgenstein. Sept enfants naissent de cette union :
- Georges de Nassau-Dillenbourg (1588-1588) ;
- Jean-Louis de Nassau-Hadamar (1590-1653), prince de Nassau-Hadamar, élève de l'Académie de Sedan ; en 1617, il épouse Ursule de Lippe (1598-1638), fille du comte Simon VI de Lippe ;
- Jeannette de Nassau-Dillenbourg (1593-1654) ; en 1616, elle épouse le comte Conrad de Bentheim (1585-1619) ;
- Anne de Nassau-Dillenbourg (1594-1660) ; en 1619, elle épouse le comte Philippe d'Isembourg (†1635) ;
- Madeleine de Nassau-Dillenbourg (1595-1647) ; en 1624, elle épouse le comte Georges-Albert Ier d'Erbach-Schönberg (1597-1647) ;
- Anne de Nassau-Dillenbourg (1599-1667) ; en 1648, elle épouse le comte Guillaume d'Isemburg (†1667) ;
- Julienne de Nassau-Dillenbourg (1602-1602).